# Калейдоскоп (мультфільм)
«Калейдоскоп» — український анімаційний фільм 2006 року студії Укранімафільм, режисер — Володимир Михайлов.

## Сюжет
Напередодні новорічних святкувань всі готуються до майбутнього дійства, вбираючи ялинки і готуючи подарунки. Хлопчик, який проживає в одному з міст, з нетерпінням чекав того моменту, коли він відкриє підготовлені для нього яскраво оформлені коробочки з сюрпризами всередині. В одній з них був калейдоскоп, який відкрив перед героєм новий світ, повний казки, кольору та див.

## Над фільмом працювали
- Сценарій: Вадим Шинкарьов;
- Режисер-постановник: Володимир Михайлов;
- Художник-постановник і художник-декоратор: Наталія Михайлова;
- Звукорежисер: Наталія Варнавська;
- Аніматори: Віталій Віленко, Олексій Голованов, Руслан Маркін;
- Асистент режисера: Наталія Крюкова;
- 3D анімація: Станіслав Марченко;
- Візуальні ефекти: Володимир Михайлов, Станіслав Марченко;
- Комп'ютерний композит: Ольга Крюкова, Станіслав Марченко;
- Монтаж: Наталія Охотимська;
- Редактор: Світлана Куценко;
- Директор знімальної групи: Олексій Пружанський;
- В фільмі звучить музика з творів: П. І. Чайковського.